# Carta de Privilegis i Franqueses
La Carta de Privilegis i Franqueses va ser una consseció efectuada per un sobirà o senyor jurisdiccional als seus habitants reconeixent unes llibertats o unes exempcions de càrregues i impostos. La finalitat era assegurar-se la fidelitat dels súbdits o atreure població cap a una nova vila.
Una de les més antigues a Catalunya sembla que fou la de Cardona (986). També se'n donaren a Barcelona (1025), i cartes de poblament i franquesa a Tarragona (1149), Tortosa (1149) i Lleida (1150).
Jaume I també en promulgà una quan encara no havia acabat la conquesta de Mallorca (1230), la qual és punt de partida del dret públic i privat mallorquí.
Habitualment en ella hi constava el règim de franquesa, és a dir la condició de llibertat civil o d'exempció de prestació d'impostos o càrregues que tenia la població.